# Egon Gál
Egon Gál (* 15. srpna 1940 Palúdzka, Slovenský štát) je slovenský filozof, který se soustředí především na současné světové filozofické myšlení. Je starším bratrem někdejšího politika a sociologa Fedora Gála.

## Život
Vystudoval chemickotechnologickou fakultu Slovenské vysoké školy technické. Během existence socialistického Československa se věnoval poměrně dlouhou dobu chemii. Od roku 1990 se věnuje filozofii, specializuje se na oblast filozofie mysli, filozofie sociálních věd a kognitivní vědu. V současnosti přednáší filozofii na Fakultě sociálních a ekonomických věd Univerzity Komenského v Bratislavě. Je redaktorem časopisu Kritika a kontext. V letech 1990 – 1995 byl vedoucí Katedry humanistiky na Matematicko-fyzikální fakultě Univerzity Komenského v Bratislavě, v letech 1996 – 2005 působil jako ředitel Institutu judaistiky Univerzity Komenského. V současné době[kdy?] je předsedou Židovské náboženské obce v Bratislavě.

## Dílo
Egon Gál je editorem antologií ze současné filozofie – O svobodě a spravedlnosti, Antologie filozofie mysli, Mysl-tělo-stroj. Dílo Za zrcadlem moderny. Filozofie posledního dvacetiletí sestavil spolu s M. Marcello. Vydáno bylo v roce 1991.